# Phòng trưng bày Ľudovít Fulla
Phòng trưng bày Ľudovít Fulla (tiếng Slovakia: Galéria Ľudovíta Fullu) là một phòng trưng bày nghệ thuật hiện đại tọa lạc ở thị trấn Ružomberok, vùng Žilina, Slovakia. Phòng trưng bày này trực thuộc Phòng trưng bày Quốc gia Slovakia (SNG). Hoạt động của Phòng trưng bày Ľudovít Fulla tập trung vào việc giới thiệu các tác phẩm nghệ thuật Ľudovít Fulla đã tặng cho SNG.

## Lịch sử
Phòng trưng bày Ľudovít Fulla là phòng trưng bày đầu tiên được xây dựng ở Slovakia sau năm 1945. Kiến trúc sư Martin Kusý đã ấp ủ một bản thiết kế cho trụ sở của phòng trưng bày từ năm 1964, và tòa nhà này được hoàn thành vào 5 năm sau.

## Miêu tả
Trụ sở của phòng trưng bày là một tòa nhà bao gồm hai tầng xếp chồng lên nhau, tầng trên nằm vuông góc với tầng dưới. Tầng trên của tòa nhà được sử dụng làm không gian trưng bày. Tầng dưới có lối vào, phòng hành chính và hai căn hộ. Căn hộ thứ nhất là căn hộ của nghệ sĩ, cung cấp nơi ở cho các nghệ sĩ đến từ nước ngoài. Căn hộ còn lại là căn hộ của quản trị viên, được sử dụng cho mục đích hành chính. Bức tường phía trước phòng trưng bày được trang trí bằng những bức tranh ghép nghệ thuật.
Ngoài tổ chức các cuộc triển lãm, kể từ năm 2013, phòng trưng bày này cũng là nơi tổ chức nhiều buổi hòa nhạc thính phòng.